# Charlotte (anime)
Charlotte (シャーロット Shārotto) là một bộ anime truyền hình Nhật Bản được sản xuất bởi P.A.Works và Aniplex, do Asai Yoshiyuki làm đạo diễn. Cốt truyện được sáng tác bởi Maeda Jun với các bản vẽ nhân vật chính gốc được thiết kế bởi Na-Ga. Đây là dự án anime nguyên bản thứ hai được khởi xướng bởi hãng visual novel Key tiếp nối bộ Angel Beats! năm 2010. Charlotte bắt đầu được trình chiếu tại Nhật Bản từ ngày 4 tháng 7 năm 2015, và nó được phát sóng bởi Crunchyroll và Animax Asia tại Nam Á và Đông Nam Á. Một manga tương ứng minh họa bởi Komowata Haruka đã bắt đầu được phát hành trên tạp chí Dengeki G's Comic của công ty ASCII Media Works.

## Cốt truyện
Trong một thế giới khác, có một số lượng nhỏ những đứa trẻ có tiềm năng biểu lộ siêu năng lực khi bước vào tuổi dậy thì gọi là các Năng lực Gia. Otosaka Yuu, một chàng trai đã đánh thức khả năng sở hữu cơ thể người khác tạm thời và đoạt năng lực của họ (nếu có), kỳ vọng việc sử dụng năng lực sẽ giúp cậu ta có một cuộc sống dễ dàng ở trường trung học. Tuy nhiên, Otosaka Yuu đã bị Tomori Nao, một cô gái bí ẩn, bắt quả tang và buộc cậu ta phải chuyển đến Học viện Hoshinoumi (星ノ海学園 Hoshinoumi Gakuen). Tại đây cậu và các thành viên của hội học sinh có nhiệm vụ giúp đỡ các học sinh khác, những người cùng gặp rắc rối trong việc kiểm soát năng lực của mình để tránh bị bắt và thí nghiệm bởi những nhà nghiên cứu khoa học. Không lâu sau khi cậu gia nhập, nhóm thu nạp thêm thành viên là Nishimori Yusa, một ngôi sao nổi tiếng. Nhiều chuyện xảy ra, đến một ngày, em gái của Otosaka Yuu, Otosaka Ayumi, bộc phát năng lực "Băng Hoại" và phá sập một phần tòa nhà (cô đang ở trong) khiến cô bị đè chết. Vụ việc đã khiến Otosaka Yuu suy sụp nặng nề, bỏ nhà đi và bị tha hóa. Cậu đã được Tomori Nao theo dõi và cứu giúp, đưa về lại cuộc sống bình thường. Trong một lần đi dự buổi trực tiếp âm nhạc, Otosaka Yuu đã tìm ra ký ức về những lần lặp thời gian của anh cậu. Cậu lấy năng lực lặp thời gian của anh cậu, đi về quá khứ và cứu em gái cậu. Không lâu sau, tổ chức bảo hộ Năng lực Gia do anh cậu đứng đầu bị khủng bố, Tomori Nao và Kumagami bị bắt làm con tin. Otosaka Yuu, theo kế hoạch của anh trai cậu, đứng ra đàm phán với thành phần khủng bố. Sau vụ việc, theo lời Tomori Nao, Otosaka Yuu sẽ khắp thế giới để đoạt năng lực của tất cả Năng lực Gia. Trước khi đi, cậu có hứa với Nao rằng khi trở về, hai người sẽ trở thành một cặp. Tuy nhiên thật không may khi việc Otosaka Yuu chiếm đoạt năng lực của tất cả các năng lực gia đã làm anh ta mất trí nhớ và ý thức về bản thân. Sau đó, Shunsuke đến giải cứu cậu và đưa cậu trở lại Nhật Bản. Yuu không còn ký ức về Nao nhưng Nao đã nói rằng cậu ấy là người yêu bạn gái của mình. Câu chuyện kết lại bằng việc Otosaka Yuu cùng bạn bè của mình tạo ra những kỉ niệm thật đẹp trong lúc cậu vẫn đang hồi phục trí nhớ của mình.

## Nhân vật

### Nhân vật chính
Otosaka Yuu (乙坂 有宇)
Lồng tiếng bởi: Uchiyama Kōki
Yuu là học sinh năm nhất của Học viện Hoshinoumi, một người có phần khiếm nhã và tự mãn. Cậu có được năng lực chiếm hữu cơ thể người khác trong năm giây (thực ra là để chiếm năng lực của họ, nhưng cậu không biết về năng lực thật của mình), Yuu trở thành một học sinh ưu tú giả mạo và thường hành xử như thể cậu là một người thông minh thực sự, nhưng thực chất đó chỉ là một sự lừa đảo đã thành thói quen. Cậu rất thương yêu em gái mình - Otosaka Ayumi và có phần hơi thái quá. Cậu đã vào được trường trung học Himonori nhờ gian lận trong kỳ thi tuyển sinh. Sau khi bị mắc bẫy và thao túng bởi Tomori Nao, cậu buộc phải chuyển đến Học viện Hoshinoumi và tham gia hội học sinh. Trong một vài lần đi làm nhiệm vụ, cậu đã nhập vào Saito và Fukuyama Arifum rồi cướp luôn cướp luôn năng lực của hai người họ, Bay lượn và Dịch chuyển vật thể. Trong một lần em gái cậu bộc phát năng Băng Hoại và tự giết mình, cậu đã bị suy sụp nặng nề và bị tha hóa rồi được cứu giúp bởi Tomori Nao. Sau này, khi cậu nhận ra năng lực thực sự của mình là lược đoạt đi năng lực của người khác và biết được người anh trai của cậu sau khi đi cùng Tomori đến buổi diễn của ZHIEND, cậu đã lược đoạt đi năng lực du hành thời gian của anh trai mình để đi về cứu sống Ayumi - em gái cậu. Trong vụ xô xát với một phần tử khủng bố, cậu đã bị mất đi một mắt và không bao giờ có thể dùng dị năng du hành thời gian được nữa, sau đó, nhờ gợi ý của Tomori, cậu đã quyết định giúp những người có dị năng thoát khỏi sự truy đuổi của các nhà khoa học bằng cách lược đoạt tất cả năng lực của họ. Xuyên suốt câu chuyện, Yuu đã có những sự thay đổi tâm lí đáng kể.Nhưng vì do nắm quá nhiều năng lực nên kí ức trở nên khác thường.

Tomori Nao (友利 奈緒)
Lồng tiếng bởi: Sakura Ayane
Nao là học sinh năm nhất đồng thời là hội trưởng hội học sinh của Học viện Hoshinoumi. Mặc dù là hội trưởng, Nao không có những người bạn đồng giới do một điều gì đó cô từng làm trong quá khứ liên quan đến năng lực của mình. Cô là người chăm chỉ, nhưng cũng đồng thời tự mãn, tự cho mình là đúng, rất bạo lực và là một kẻ nói dối. Năng lực của Nao là tàng hình, nhưng chỉ giới hạn được trước một người mà cô chọn như những người khác sẽ thấy. Cô là fan lớn của những bài hát của ban nhạc ZHIEND (chỉ những bài hát, không phải ban nhạc, bằng chứng là khi Otosaka Yuu nói rằng mình đã gặp nữ ca sĩ của ban nhạc ZHIEND, Nao không hề hào hứng chút nào, trái lại cô lại tỏ ra hờ hững và nói thẳng rằng là cô chỉ thích những bài hát và màn trình diễn của họ và điều này không hề liên quan đến việc cô có muốn gặp họ hay không). Cô luôn đồng hành cùng Otosaka Yuu trong hầu hết diễn biến câu chuyện, từ những nhiệm vụ đầu câu chuyện cho tới tận lúc cậu bị tha hóa. Cô là người đã gợi ý Otosaka Yuu về việc chu du khắp thế giới để đoạt năng lực các Năng lực Gia khác. Trước khi đi, Otosaka Yuu đã tỏ tình với cô và cô nói sẽ đợi cậu. Cô đưa cho Otosaka Yuu một tập thẻ ghi nhớ, thứ mà cậu luôn mang theo mình và nhắc nhở cậu là ai. Trong lúc Yuu đi, cô đã rất mong ngóng cậu. Đến khi cậu trở về, nhận ra Yuu đã mất trí nhớ làm cô rất đau lòng, Cô đã tự giới thiệu mình là người yêu Của Otosaka Yuu và cô đã bật khóc vì hạnh phúc và cô đã chúc mừng người yêu của mình đã trở về:" Otosaka Yuu-kun, mừng anh trở về" và cô giúp người yêu của mình sống tiếp.
Takajō Jōjirō (高城 丈士朗)
Lồng tiếng bởi: Mizushima Takahiro
Jōjirō là học sinh năm nhất và cũng là thành viên của hội học sinh. Cậu là một người rất tốt bụng, quan tâm đến bạn bè. Cậu đã rèn luyện cơ thể rất nhiều để thích nghi với công việc cứu giúp những năng lực gia khác. Năng lực của cậu là di chuyển cực nhanh trong một thời gian ngắn, năng lực này giúp cậu xuất hiện giống như thể dịch chuyển tức thời; tuy nhiên cậu không có khả năng kiểm soát hoàn toàn địa điểm mình muốn dừng lại. Điều này khiến cậu nhiều lần phải nhập viện và những vết thương mới luôn xuất hiện ở đâu đó trên cơ thể. Để phòng chống, Jōjirō mặc một bộ đồ bảo vệ đằng sau bộ đồng phục học sinh. Cậu là fan cuồng nhiệt của Nishimori Yusa, và thường bị ám ảnh bởi cô đến mức cực đoan (như mọi fan hâm mộ khác của Yusa trong anime). Cậu là người bạn tốt của Otosaka Yuu.
Nishimori Yusa (西森 柚咲)/ Kurobane Yusa (黒羽 柚咲) và Kurobane Misa (黒羽 美砂)
Lồng tiếng bởi: Uchida Maaya
Yusa là học sinh năm nhất và thành viên của hội học sinh. Cô có biệt danh "Yusarin"; là ngôi sao, ca sĩ thần tượng nổi tiếng của ban nhạc How-Low-Hello. Yusa còn có khả năng liên hệ với các linh hồn người chết. Misa (美砂), chị gái của Yusa người đã qua đời vì một vụ tai nạn sáu tháng trước và cũng gần bằng tuổi cô, đôi khi chiếm hữu thể xác của cô trái với ý muốn để khẳng định sự tồn tại của mình. Khi đó, diện mạo Yusa thay đổi, vài đặc điểm như là mắt sắc lên và chuyển từ màu vàng thành đỏ, tóc thì trở nên tối hơn ở phần đuôi tóc, và cô sở hữu được năng lực khống hỏa. Bản thân Misa là một cô gái nóng nảy, ồn ào, cá tính giống con trai (tomboy).
Otosaka Ayumi (乙坂 歩未)
Lồng tiếng bởi: Asakura Momo
Ayumi là cô em gái đầy năng động của Yuu học trung học đệ nhất cấp (junior high school). Không như Yuu, Ayumi là một cô bé ngây thơ, thuần khiết, luôn quan tâm chăm sóc đồng thời là nguồn động viên tinh thần của anh trai mình. Cô thường gọi hai anh trai mình là Yuu-onichan và Shun-onichan một cách rất thân mật. Hầu như mọi việc trong nhà Otosaka đều do Ayumi đảm nhiệm, và cô luôn cho nước sốt pizza vào mọi loại thức ăn mà mình chế biến, điều mà khiến anh cô - Otosaka Yuu phát ngấy mỗi khi ăn đồ ăn cô nấu. Ayumi cũng là fan cuồng của ban nhạc How-Low-Hello, đặc biệt là Nishimori Yusa. Cô thường bị kích động quá mức (phụt máu mũi) khi trông thấy Yusa. Một ngày, Ayumi đã đánh thức năng lực đặc biệt của mình là Băng Hoại khiến cho mọi thứ xung quanh đột ngột sụp đổ, khi đó, tóc cô phát sáng. Cô dùng năng lực này phá sập một phần tòa nhà nơi cô đang đứng và đã bị những phần đổ nát trong tòa nhà đè chết. Điều này tác động mạnh lên tâm lí của anh trai cô -Otosaka Yuu và khiến cậu suy sụp nặng nề. Về sau, cô được Yuu cứu sống nhờ dị năng vượt thời gian mà anh lược đoạt được từ Shunsuke.

### Nhân vật khác
Shirayanagi Yumi (白柳 弓)
Lồng tiếng bởi: Nakahara Mai
Yumi là cô gái hình mẫu của trường trung học Hinomori (陽野森高校 Hinomori Kōkō), ngôi trường trước đó Yuu theo học. Ban đầu Yumi đã rơi vào lưới tình của Yuu sau khi cô được cậu ta cứu trong một vụ tai nạn do chính cậu dàn xếp; tuy nhiên quan hệ giữa hai người đã chấm dứt khi Yuu chuyển sang Học viện Hoshinoumi.
Mishima (三嶋)
Lồng tiếng bởi: Tamiyasu Tomoe
Mishima là bạn thân nhất của Yumi.
Sugimoto (杉本)
Lồng tiếng bởi: Ōwada Hitomi
Sugimoto là học sinh lớp 1-2 người đã nhắn tin cho Yuu với nội dung muốn gặp cậu ở sân sau của trường sau giờ học. Tại đây cô thú nhận tình cảm của mình với Yuu tuy nhiên đã bị cậu từ chối.
Ōmura Yoshiyuki (大村 佳之)
Lồng tiếng bởi: Majima Junji
Ōmura là hội trưởng hội học sinh của trường trung học Hinomori, người đã hỗ trợ Nao điều tra hành vi gian lận của Yuu trong bài kiểm tra năng lực.
Tomori Kazuki (友利 一樹)
Lồng tiếng bởi: Okitsu Kazuyuki
Kazuki là anh trai của Nao, một người chơi guitar giỏi. Cậu là fan cuồng của ZHIEND và là người đầu tiên được phát hiện là có dị năng, sau khi Kazuki bị phát hiện sử dụng khả năng khiến không khí rung động theo ý muốn trong một lần biểu diễn, cậu phải chịu đựng những thí nghiệm tra tấn được tiến hành bởi các nhà thần kinh học. Kết quả khiến Kazuki trở nên mắc chứng bệnh về thần kinh và cảm xúc. Hiện cậu đang chữa bệnh ở một cơ sở thần kinh tốt hàng đầu của Nhật Bản nhờ vào tiềm lực kinh tế của Shunsuke. Sau này, bệnh tình của cậu đã có tiến triển tốt nhờ Yuu đã đưa Sara Shane (ZHIEND) đến hát cho cậu nghe.
Udō (有働)
Lồng tiếng bởi: Oda Yūsei
Udō là học sinh của trường trung học Nanba (難波高校 Nanba Kōkō) và là đội trưởng câu lạc bộ bắn cung. Cậu có năng lực xuyên phách nhiếp và đã sử dụng nó để chụp những bức ảnh các cô gái trong bộ đồ lót rồi đem bán với mục đích nhằm tìm cách giải quyết bệnh tình cho cha mẹ. Hành vi này đã bị ngăn chặn bởi Nao.
Kumagami (熊耳)
Lồng tiếng bởi: Takemoto Eiji
Kumagami là một học viên bí ẩn của Học viện Hoshinoumi, người có khả năng biết được địa điểm và năng lực của bất kỳ một ai đó sở hữu dị năng. Kumagami là một người đồng chí, đồng đội của hội học sinh khi cậu chính là người giúp họ tìm ra những người sở hữu năng lực. Cậu là người bạn thân nhất của Shunsuke và thường được cậu ta gọi với cái tên thân mật là Poor hay Pooh. Khi tổ chức bảo hộ Năng lực gia của Shunsuke bị khủng bố, cậu một lần đã bị bắt làm con tin và khai thác thông tin về tổ chức và Otosaka Yuu. Sau khi lấy lại được ý thức, cậu rất hối hận. Khi tòa nhà nơi anh đang bị giam bị đổ sập bởi Băng Hoại của Otosaka Yuu, cậu đã che chắn cho Tomori Nao và hi sinh. Sự hi sinh của cậu làm toàn bộ những thành viên cốt cán trong tổ chức bảo hộ rất đau buồn, đặc biệt là Otosaka Shunsuke.
Shō (ショウ)
Lồng tiếng bởi: Ōsaka Ryōta
Shō là bạn của Kōta và Misa lúc trước khi Misa còn sống. Cậu và Kōta đã giúp đỡ Yusa giải quyết vấn đề với một nhà sản xuất truyền hình mờ ám. Shō có cảm tình với Misa và cậu đã thổ lộ với cô khi cô chiếm hữu thể xác Yusa, nhưng Misa đã vui lòng từ chối.
Kōta (コータ)
Lồng tiếng bởi: Hosoya Yoshimasa
Kōta là bạn của Misa và Shō khi Misa còn sống.
Fukuyama Arifumi (福山 有史)
Lồng tiếng bởi: Kimura Ryohei
Arifumi là học sinh và tay ném bóng của đội bóng chày Học viện Kannai (関内学園 Kannai Gakuen). Arifumi có năng lực dịch chuyển đồ vật từ xa, và cậu sử dụng nó để chiếm ưu thế trong những trận đấu. Sau khi thua đội bóng chày Học viện Hoshinoumi, Arifumi đã đồng ý chấm dứt việc sử dụng năng lực. Ngay sau khi cậu chấp nhận chấm dứt, Otosaka Yuu đã nhập vào cậu và lấy mất năng lực cậu.
Takato (隆人)
Lồng tiếng bởi: Ono Kenshō
Takato là học sinh và thành viên của đội bóng chày Học viện Kannai. Cậu là người bắt bóng và bạn thân của Arifumi.
Saito (斉藤)
Lồng tiếng bởi: Midorikawa Hikaru
Saito là người có năng lực bay trên không trung. Một bức ảnh chụp cậu khi đang sử dụng năng lực này đã được đăng trên cuốn tạp chí huyền bí. Saito hy vọng năng lực sẽ giúp cậu trở thành một ngôi sao điện ảnh, nhưng sau khi gặp hội học sinh, cậu đã đồng ý chấm dứt sử dụng nó. Và tương tự, trước khi cậu đồng ý chấm dứt, Otosaka Yuu đã nhập vào cậu và lấy mất năng lực.
Nomura (野村)
Lồng tiếng bởi: Tatsumi Yuiko
Nomura là lớp trưởng lớp 1-C của trường trung học đệ nhất cấp Học viện Hoshinoumi. Cô là bạn tốt của Ayumi và gọi Ayumi bằng cái tên Ayucchi. Cô là người đứng ra ngăn chặn những hành động có phần quá đà của Oikawa khi cậu lấy lòng Ayumi, mặc dù cách cô ngăn chặn cậu cũng có phần quá đà.
Oikawa (及川)
Lồng tiếng bởi: Yamashita Daiki
Oikawa là học sinh lớp 1-C. Cậu thích Ayumi, và mặc dù bị từ chối, cậu vẫn không bỏ cuộc. Trong khi tiếp tục lấy lòng Ayumi, cậu đã có những hành động có phần hơi quá đà và được ngăn lại bởi Nomura. Ngoài ra Oikawa còn là một người bạn tốt của Ayumi.
Konishi (小西)
Lồng tiếng bởi: Koiwai Kotori
Konishi là học sinh lớp 1-C. Cô thích Oikawa, nhưng vì Oikawa thích Ayumi, nên cô căm thù Ayumi. Konishi đã tiến hành đánh ghen và cố gắng dùng dao giết chết Ayumi. Việc này đã khiến Ayumi bộc phát năng lực Băng Hoại và phá sập một phần tòa nhà, ngăn không cho Konishi giết cô, nhưng đồng thời cũng khiến Ayumi bị đè chết. Về sau, Otasaka Yuu - anh trai Ayumi đã dùng năng lực quay ngược thời gian để về ngăn chặn vụ việc. Cũng trong lần bị ngăn chặn, Konishi đã được Tomori Nao cắt tóc miễn phí và khiến cô không dám bén mảng tới gần Ayumi nữa.
Sara Shane
Lồng tiếng bởi: Sawashiro Miyuki, Marina (hát)
Sara là ca sĩ hát chính cho ban nhạc post-rock ZHIEND. Cô bị khiếm thị và có một quá khứ không yên bình. Sau này, cô giúp anh trai Tomori có thể nhận thức được trở lại nhờ tiếng hát của mình.
Otosaka Shunsuke (乙坂 隼翼)
Lồng tiếng bởi: Ono Daisuke
Shunsuke là anh cả của Yuu và Ayumi. Cậu được mọi người đánh giá là rất thông minh. Năng lực của cậu quay ngược thời gian, yêu cầu cậu phải có đủ hai mắt và sẽ lấy đi một phần thị lực của cậu mỗi lần vượt thời gian. Cậu đã dùng năng lực này rất nhiều lần để cứu những Năng lực Gia khác và lập ra một tổ chức bảo hộ Năng lực Gia. Trong dòng thời gian ở anime, Shunsuke hiện đang bị mù. Sau này, cậu đã lên kế hoạch cứu Ayumi bằng cách để Yuu lược đoạt đi năng lực của mình và đi về quá khứ. Trong vụ tổ chức của cậu bị khủng bố, do bị mất bình tĩnh nên cậu đã vạch ra một kế hoạch rất liều mạng và khiến em trai cậu - Yuu bị mất một mắt và Kumagami hi sinh. Cậu suy sụp năng sau cái chết của Kumagami và đã dần dần hồi phục lại. Cậu đã ủng hộ kế hoạch Yuu đi cướp năng lực các Năng lực gia toàn thế giới và đón cậu khi cậu hoàn thành nhiệm vụ.
Furuki (古木)
Lồng tiếng bởi: Nishimura Tomomichi
Furuki là tài xế của Shunsuke, anh bị quấn vào các sự việc của một phần tử khủng bố không lâu sau khi học viện Hoshinoumi mở, sau này, gia đình anh bị bọn khủng bố bắt làm con tin để đổi lấy Kumagami và Tomori.
Medoki (目時)
Lồng tiếng bởi: Seto Asami
Medoki có dị năng thôi miên làm cho người khác chìm sâu vào giấc ngủ nhưng sau đó cô cũng buồn ngủ theo, khi sử dụng dị năng mắt cô biến thành màu trắng. Một lần, theo lệnh Otosaka Shunsuke, cô đã dùng năng lực của mình để thôi miên hai anh em út nhà Otosaka, giúp Maedomari có thể xóa kí ức họ. Cô làm việc cho Shunsuke.
Shichino (七野)
Lồng tiếng bởi: Kawanishi Kengo
Shichino có khả năng đi xuyên qua tất cả các vật nhưng chỉ sau khi đi qua một vật cản cậu đã mất hết sức lực, cậu là người nóng tính, bộc trực, làm việc theo cảm tính, dũng cảm và rất biết vì việc lớn. Trong dòng thời gian đầu tiên, cậu đã hi sinh để cứu Otosaka Yuu và đã được cứu sống nhờ năng lực vượt thời gian. Cậu làm việc cho Shunsuke.
Maedomari (前泊)
Lồng tiếng bởi: Hanae Natsuki
Maedomari có dị năng là xóa bỏ ký ức của người khác một cách rất chi tiết nhưng phải chạm vào đối tượng và mất khá nhiều thời gian để cậu có thể tìm và xóa được ký ức của họ. Theo lệnh của Otosaka Shunsuke, cậu đã phối hợp với Medoki xóa kí ức của hai anh em út nhà Otosaka. Cậu cũng làm việc cho Shunsuke.

## Phân phối và phát sóng
Charlotte được đạo diễn bởi Asai Yoshiyuki và sản xuất bởi P.A.Works và Aniplex. Phim bắt đầu được trình chiếu tại Nhật Bản từ ngày 4 tháng 7 năm 2015 và được cấp phép bởi Aniplex of America, hãng đã phát sóng bộ anime này trên các kênh Aniplex, Crunchyroll, Hulu, Daisuki, Viewster và AnimeLab. Kịch bản được viết bởi Maeda Jun, người đã ấp ủ nó từ đầu. Giám đốc nghệ thuật là Higashiji Kazuki, và Sekiguchi Kanami đã sử dụng những thiết kế nhân vật trong anime dựa trên những thiết kế gốc của Na-Ga. Bộ phận chỉ đạo âm nhạc và tiếng động đứng đầu bởi Iida Satoki. Ca khúc chủ đề mở đầu là "Bravely You" được trình diễn bởi Lia và bài hát kết thúc là "Yakeochinai Tsubasa" (灼け落ちない翼 "Đôi cánh không thiêu rụng"), trình diễn bởi Tada Aoi. Giai điệu "Rakuen Made" (楽園まで "Tới lạc viên") của ban nhạc How-Low-Hello được sử dụng trong phần kết của tập 3 và 4.